# Biberach an der Riß
Den tidligere frie rigsstad Biberach an der Riß ligger i den nordlige del af Oberschwaben i den tyske delstat Baden-Württemberg. Den er administrationsby og den største by i landkreisen af samme navn, Landkreis Biberach.
Biberach er forenet i et Verwaltungsgemeinschaft med nabokommunerne Attenweiler, Eberhardzell, Hochdorf, Maselheim, Mittelbiberach, Ummendorf og Warthausen.

## Geografi
Biberach i den nordlige del af Oberschwaben  mellem 524 og 653 moh. Den ligger omkring 40 kilometer syd for Ulm og omkring 40 kilometer vest for Memmingen. Byen ligger på begge sider af floden Riß, som har givet navn til en istidsperiode samtidig med Saale-istiden i Donauområdet.

### Nabokommuner
Følgende byer og kommuner som alle ligger i Landkreis Biberach, grænser til Biberach an der Riß. Nævnt med uret, fra nord: Warthausen, Maselheim, Ochsenhausen, Ummendorf, Hochdorf, Ingoldingen, Mittelbiberach, Bad Schussenried, Oggelshausen, Tiefenbach og Attenweiler.

### Inddeling
Biberach består ud over hovedbyen af de ved områdereformen i 1970'erne indlemmede kommuner Mettenberg, Ringschnait, Rißegg og Stafflangen.
- I hovedbyen er der bydelene og bebyggelserne : Bachlangen, Bergerhausen, Birkendorf, Burren, Fünf Linden, Gaisental, Hagenbuch, Jordanbad, Mumpfental, Reichenbach og Wolfentalmühle
- I Mettenberg ligger Hochstetter Hof og Königshofen
- I Ringschnait: Bronnen, Schlottertal, Stockland, Winterreute og Ziegelhütte
- I Rißegg: Halde og Rindenmoos
- I Stafflangen: Aymühle, Eggelsbach, Eichen, Hofen, Maierhof, Mösmühle og Streitberg

## Venskabsbyer
Biberach er vanskabsby med
- Valence (Frankrig)
- Distrikt Tendring, Essex (England)
- Asti (Italien)
- Świdnica/Schweidnitz (Polen)
- Telawi (Georgien)
- Guernsey (Kanaløerne)

## Trafik
Biberach er et trafikknudepunkt, hvor B 30 (Ulm – Friedrichshafen) og B 312 (Stuttgart – Berkheim) og B 465 passerer hinanden. B 30 fører fra sydenden af byen til motorvejen A 7, der ender ved Kreuz Hittistetten.
Jernbanen Württembergische Südbahn Ulm–Friedrichshafen, der åbnede 26. maj 1849, går gennem byen med en dobbeltsporet strækning. Stationen „Biberach (Riß)“ er holdeplads for IC 118 Innsbruck-Dortmund.
Biberach har med „Flugplatz Biberach a.d. Riß“ en offentlig flyveplads i Kategori A.